# ديدسكاليا
ديدسكاليا أو الدسقولية أو ديدسكاليا أبوستولوروم (باللاتينية: Didascalia Apostolorum؛ أي تعاليم الرسل / شرح قوانين الرسل) هي رسالة تقدم نفسها على أن تلاميذ المسيح كتبوها في مجمع القدس (سفر أعمال الرسل 15: 1-29)، لكن يتفق معظم العلماء على أنها كتبت في القرن الثالث.
يعد الكتاب المصدر التشريعي المسيحي الثاني بعد الكتاب المقدس في الكنائس التقليدية ويضم تعاليم وأقوال وقوانين الرسل. ويُعالج الكتاب كثيرًا من نواحي الحياة المسيحية، و سيمّا حياة الأسرة المسيحية والزاوج. ويعالج في إسهاب واجبات الأسقف، وموضوع التأديبات الكنسيَّة، والعبادة الليتورجيَّة، وكذلك موضوع الأرامل والشماسات.

ينسب البعض تأليفها إلى اقليمس استنادًا لما ورد في الكتاب السادس من مجموعة Migne قسم 18 صفحة 961 من أن تلك الأوامر أعطيت بواسطة اقليمس